# Lee Chang-hwan
Lee Chang-hwan (in hangŭl: 이창환; 16 marzo 1982) è un arciere sudcoreano.

## Palmarès

### Olimpiadi
- 1 medaglia:
  - 1 oro (Pechino 2008 a squadre)

### Mondiali
- 3 medaglie:
  - 3 ori (Lipsia 2007 a squadre; Ulsan 2009 nell'individuale; Ulsan 2009 a squadre)

### Giochi asiatici
- 1 medaglia:
  - 1 oro (Doha 2006 a squadre)